# 穆吉台巴聖訓集
《穆吉台巴聖訓集》（阿拉伯语：‎）是六大聖訓集之一，由奈薩儀收集，又名《奈薩儀聖訓集》。

## 概述
遜尼派視《穆吉台巴聖訓集》是六大聖訓集當中重要性排在第三位的聖訓集。這部聖訓集收錄了約5,700段聖訓，包括作者在另一部較龐大的作品聖訓大集當中已敘述的典故。